# Estación Chañar (localidad)
Estación Chañar es una localidad que se encuentra ubicada en la parte norte de la comuna de la Higuera, en la Provincia de Elqui, Región de Coquimbo, Chile.
El origen de su nombre se encuentra asociado a la Quebrada Chañar de la cuenca Quiebrada El Pelicano. Debe su nombre a la Estación Chañar, que sirvió a la zona entre 1911 y 1978.
En las proximidades de esta localidad se encuentra el Aeródromo Pelícano que actualmente sirve principalmente a los trabajos científicos que se desarrollan en el Observatorio Astronómico Las Campanas.
En este aeródromo constituye uno de los primeros construidos entre 1924 y 1929.